# Георгій II (цар Кахеті)
Георгій II (Авгіоргі) (груз. გიორგი II, (ავგიორგი))(1469–1513) — цар Кахетії (1511 — 1513). Син царя Олександра I. Представник династії Багратіоні.

## Життєпис
Для захоплення царського престолу влаштував змову з убивством власного батька, ув'язнив молодшого брата Деметре, надалі засліпивши його та вигнавши з Кахетії. У зв'язку з цим отримав прізвисько Авгіоргі (Злий Георгій).
Відзначався жорстокістю й деспотизмом відносно до населення країни. Організувавши похід проти Картлі, був захоплений в полон Багратом Мухранбатоні. Невдовзі був ув'язнений у Мухранській фортеці. Помер, залишивши 7-річного спадкоємця Левана.